# Thomas Heitz
Thomas Heitz (* 16. April 1957 in Karlsruhe) ist ein deutscher Jurist. Er war vom 2. August 2004 bis 31. Mai 2021 Richter am Bundesverwaltungsgericht.

## Leben und Wirken
Heitz studierte Rechtswissenschaften an der Ruprecht-Karls-Universität Heidelberg und an der Albert-Ludwigs-Universität Freiburg. Dort wurde er im November 1989 zum Doktor der Rechte promoviert. Nach dem Abschluss des Studiums 1982 absolvierte er das Referendariat in Baden-Württemberg. Danach war er als Zivilrichter am Amtsgericht Rastatt und als Richter am Verwaltungsgericht Karlsruhe tätig. Dort wurde er 1990 zum Richter am Verwaltungsgericht ernannt. Von September 1990 bis Oktober 1991 war Heitz am Aufbau der Verwaltungsgerichtsbarkeit in Sachsen als Richter am damaligen Kreisgericht Leipzig-Stadt beteiligt. Zwischen 1992 und 1996 war er jeweils für zwei Jahre als Wissenschaftlicher Mitarbeiter an das Bundesverwaltungsgericht und das Bundesverfassungsgericht abgeordnet. Ende 1996 wechselte Heitz als Vorsitzender Richter an das Verwaltungsgericht Dresden. Seit 2001 war er als Funktionsvorsitzender des 4. Senats Richter am Sächsischen Oberverwaltungsgericht.
Daneben war Heitz mehrere Jahre als Prüfer für die Zweite Juristische Staatsprüfung beim Sächsischen Landesjustizprüfungsamt tätig.
Im März 2004 wählte ihn der Richterwahlausschuss zum Richter am Bundesverwaltungsgericht. Dessen Präsidium wies Heitz nach der Ernennung im August 2004 dem für das Recht des öffentlichen Dienstes zuständigen 2. Revisionssenat zu. Seit 2010 war er stellvertretender Vorsitzender dieses Senats. Schwerpunkte seiner Tätigkeit waren das Statusrecht der Beamten (z. B. sogenannte Konkurrentenstreitigkeiten) sowie das Beamtendisziplinarrecht, in dem er als Kommentator tätig war (Gesamtkommentar öffentliches Dienstrecht - GKÖD -). Von 2010 bis 2015 gehörte Heitz dem Richterdienstgericht beim Bundesgerichtshof an.
Anfang 2015 wies das Präsidium des Bundesverwaltungsgerichts Heitz dem 6. Revisionssenat zu; auch dort war er stellvertretender Vorsitzender. Er war schwerpunktmäßig mit Verfahren aus den Bereichen des Schul-, Hochschul- und Prüfungsrechts, des Polizei- und Ordnungsrechts sowie des Rundfunkrechts und des Religionsverfassungsrechts (Staatskirchenrecht) befasst.
Mit Ablauf des Mai 2021 trat Heitz in den Ruhestand.